# Phorocerosoma aberrans
Phorocerosoma aberrans är en tvåvingeart som beskrevs av Verbeke 1962. Phorocerosoma aberrans ingår i släktet Phorocerosoma och familjen parasitflugor.
Artens utbredningsområde är Rwanda. Inga underarter finns listade i Catalogue of Life.